# Alexandre Letellier
Alexandre Letellier (ur. 11 grudnia 1990 w Paryżu) – francuski piłkarz występujący na pozycji bramkarza we francuskim klubie Paris Saint-Germain, którego jest wychowankiem. W trakcie swojej kariery grał także w takich zespołach jak Angers SCO, BSC Young Boys, Troyes AC, Sarpsborg 08 FF oraz US Orléans.